# Peter Widell
Peter Widell (født 13. januar 1945) er en dansk sprogforsker og lektor emeritus.
Widell blev i 1979 cand.mag. i dansk og sprogpsykologi fra Københavns Universitet. I 1980'erne modtag han forskellige stipendiater. Han var chefleksikograf for Nudansk Ordbog i 1988-1995. Fra 1996 var han lektor i nordisk sprog på Institut for Kommunikation og Kultur indtil han gik på pension i 2014.
I anledning af hans 60-års-fødselsdag i 2005 blev der udgivet et festskrift.